# Marie-Anne de Mailly

Stemma De Mailly

Marie-Anne de Mailly, marchesa de La Tournelle (Parigi, 5 ottobre 1717 – Parigi, 8 dicembre 1744), è stata una favorita di Luigi XV.

## Biografia
Marie-Anne de Mailly era la quinta e ultima figlia di Louis III de Mailly-Nesle, marchese di Nesle, capitano luogotenente dei gendarmi scozzesi, comandante della gendarmeria di Francia, cavaliere degli ordini del re, e di sua moglie Armande Félice de La Porte Mazarin (nipote a sua volta di Ortensia Mancini, nipote del cardinale Giulio Mazzarino).

### Matrimonio
Marie-Anne de Mailly-Nesle sposò nel 1734 Louis de La Tournelle, marchese di La Tournelle (1708-1740), unico figlio di Roger de La Tournelle, marchese di Corancy, e di Jeanne Charlotte du Deffand. La coppia non ebbe figli.

### Relazioni con le sorelle
Sua sorella maggiore Louise Julie de Mailly, contessa di Mailly, fu amante di Luigi XV dal 1733 al 1739. Venne soppiantata dalla sorella minore, Pauline Félicité de Mailly-Nesle, marchesa di Vintimille. Madame de Vintimille morì il 9 settembre 1741 e Louise tornò in auge.
Marie-Anne entrò al servizio della regina grazie a sua sorella il 4 ottobre 1742.
La marchesa de La Tournelle, sorella delle due precedenti, spinta dal maresciallo di Richelieu e da Madame de Tencin, prese la decisione di divenire amante reale. Il re la assunse come amante ufficiale nel dicembre del 1742.
Il re, dopo aver acquisito in un primo momento per lei il marchesato di La Ferté-Imbault, le consegnò il titolo di duchessa di Châteauroux il 20 ottobre 1743 e la presentò ufficialmente a corte il 24 ottobre d quello stesso anno. La rese così una pari di Francia.

### Favorita reale e lo scandalo della galleria coperta
Divenuta favorita del re e sostenuta dal duca di Richelieu, passò qualche tempo a Versailles ove utilizzò la propria influenza per far entrare la Francia nella guerra di successione austriaca e persuadere il re ad acquisire la gloria sui campi delle Fiandre e dell'Alsazia.
Luigi XV l'autorizzò a raggiungerlo nelle Fiandre nel giugno del 1744 quando egli si trovava a Metz. Là, il re fece alloggiare l'amante in una struttura attigua al suo palazzo. Per facilitare gli incontri tra i due amanti, venne costruita una galleria coperta tra i due palazzi, ma nel contempo questo avrebbe pubblicizzato ancor più la relazione clandestina tra i due. In agosto, il re cadde gravemente malato a Metz.
Prossimo alla fine, si pentì di quanto aveva fatto e rimandò l'amante a Parigi. La duchessa di Châteauroux lasciò discretamente la città e la famosa galleria coperta venne demolita mentre la regina e il Gran Delfino accorrevano a Metz e il regno intero era in apprensione. Il re incontrò il vescovo di Soissons, François de Fitz-James col quale organizzò un atto pubblico di contrizione. Venne recitato un Te Deum celebrato alla presenza della regina dal parroco della chiesa di Notre-Dame di Metz.
Però, al ritorno a Versailles, il re, che aveva mal digerito l'umiliazione impostagli dal vescovo di Soissons, decise di riprendere la relazione con la duchessa di Châteauroux dopo la sua improvvisa guarigione. L'affidò questa volta alla corte personale di sua nuora, Maria Teresa Raffaella di Borbone-Spagna.
Qualche giorno prima di Natale del 1744,  la duchessa morì di peritonite all'età di 27 anni. Questa morte parve da subito molto sospetta e, pur senza prove, si parlò di avvelenamento ·  · .

### Fortuna letteraria
Marie Armande Jeanne Gacon-Dufour pubblicò nel 1806 due volumi di lettere attribuite a Madame de Châteauroux. Sophie Gay pubblicò un romanzo e un dramma dal titolo La Duchesse de Châteauroux , Madame de Brancas Histoire de Madame de Châteauroux. Antonin Roques compose un dramma in cinque atti dal titolo La Duchesse de Châteauroux e i fratelli Goncourt composero La Duchesse de Châteauroux et ses sœurs . Camille Pascal pubblicò un romanzo dal titolo La Chambre des Dupes, di cui la duchessa di Châteauroux è l'eroina.

### Ritratto
Il ritratto di Marie-Anne de Mailly, dipinto nel 1740 da Nattier, si trova attualmente al Museo Nazionale della reggia di Versailles.  La marchesa de La Tournelle vi è rappresentata sul far del giorno.